# Spisek Pazzich

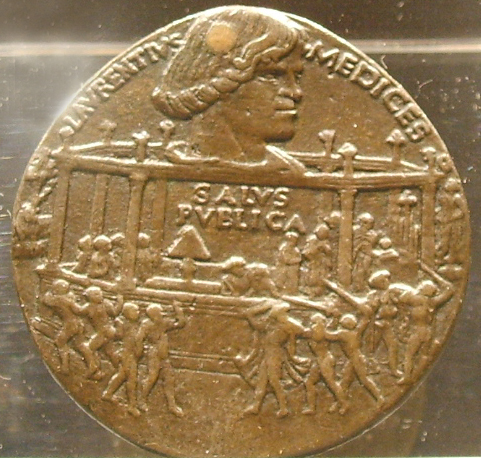
Medal autorstwa Bertolda di Giovanniego, upamiętniający zwycięstwo Wawrzyńca Wspaniałego nad spiskiem Pazzich

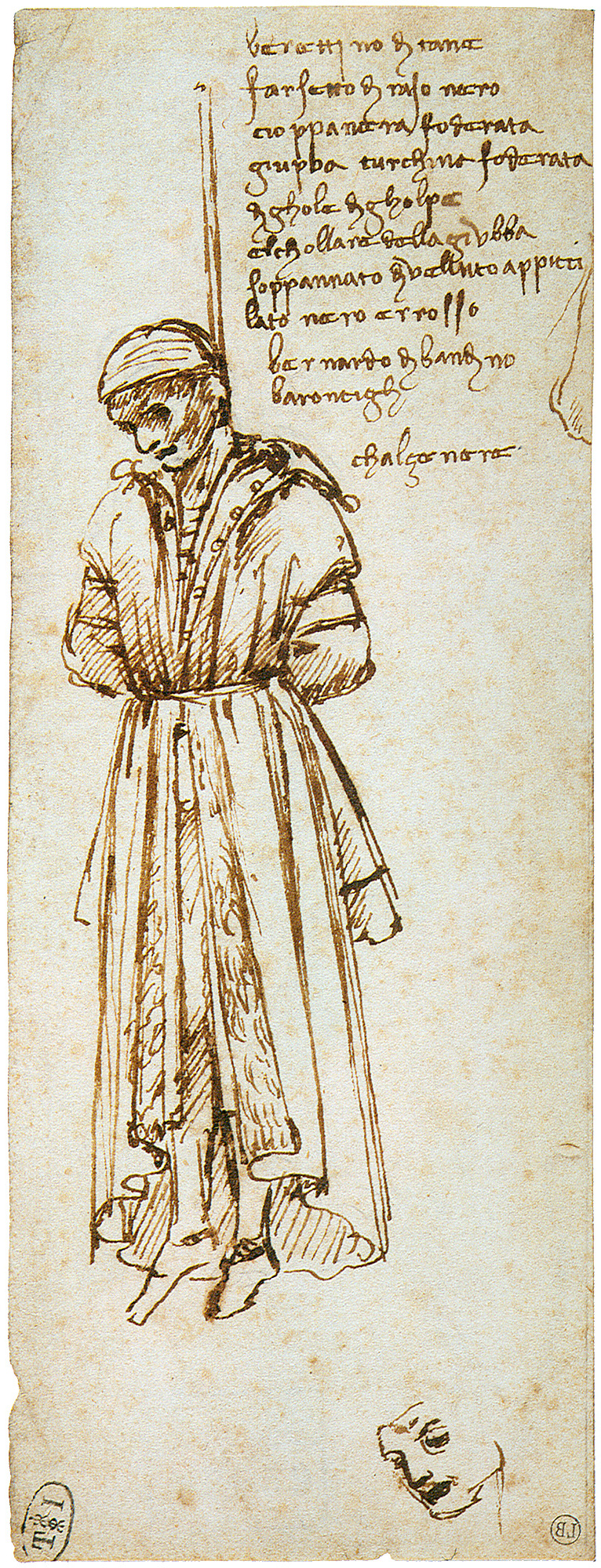
Studium powieszonego Bernarda di Bandino Baroncellego, rysunek Leonarda da Vinci przedstawiający spiskowca Pazzich

Spisek Pazzich (wł. Congiura dei Pazzi) – nieudany zamach stanu we Florencji przeprowadzony 26 kwietnia 1478 r. w celu odsunięcia od władzy Wawrzyńca Wspaniałego.

## Przyczyny
Inspiratorem spisku był papież Sykstus IV, który chciał odsunąć Medyceuszy od rządów we Florencji i zastąpić Wawrzyńca Wspaniałego swoim siostrzeńcem Girolamem Riario, seniorem Forlì. Było to wynikiem narastającego już od lat konfliktu papieża z Wawrzyńcem, który przejawiał się m.in. sporem o Imolę czy o obsadę arcybiskupstw Florencji i Pizy. Wykonawcami spisku byli przedstawiciele potężnego florenckiego rodu patrycjuszowskiego Pazzich, którzy w 1474 r. zostali papieskimi bankierami w miejsce Medyceuszy, kiedy ci odmówili papieżowi pożyczki na zakup Imoli. W 1476 r. doszło do sporu Pazzich z Wawrzyńcem na tle majątkowym. Pazzi, u boku Riaria, mieli objąć władzę we Florencji; wspierał ich m.in. inny powinowaty papieża, arcybiskup Pizy Francesco Salviati.

## Przebieg
Zamach miał zostać dokonany w wiejskim pałacu Medyceuszy podczas powitania kardynała Raffaele Sansoniego Riaria, kolejnego krewnego papieża. Jednak z uwagi na nieobecność tam młodszego brata Wawrzyńca Wspaniałego, Juliana, zamach został opóźniony o kilka godzin. Przeprowadzono go w niedzielę wielkanocną, 26 kwietnia 1478 r., podczas mszy we florenckiej katedrze. Wyznaczony do zamordowania Wawrzyńca kondotier Giovanni Montesicco odmówił dokonania tego, jego zdaniem bezbożnego czynu w kościele, wobec czego został zastąpiony przez dwóch księży. Spiskowcy zaatakowali obu Medyceuszy podczas mszy. Julian został zasztyletowany przez dwóch spiskowców, kolejnych dwóch zaledwie zraniło Wawrzyńca, który zdołał schronić się w zakrystii. 
Nie powiodła się też próba opanowania budynków władz miejskich, czego miał dokonać Salviati. Oddzielony od reszty zamachowców, sam znalazł się w pułapce, został zamordowany i powieszony na balkonie Pałacu Vecchio. Jacopo de’ Pazzi, który próbował podburzyć mieszkańców miasta przeciwko Medyceuszom, także nie odniósł sukcesu. Co więcej, na ulicach miasta doszło do masowego krwawego polowania na uczestników spisku, w którym obok spiskowców zginęło także wiele niewinnych osób. Sam Wawrzyniec uratował od śmierci kardynała Riaria, który zapewniał go, że nie brał udziału w spisku i nie został o nim uprzedzony. Jacopo de’ Pazzi został następnego dnia złapany przez chłopów podczas ucieczki pod Florencją, zrzucony przez okno pałacu, a następnie włóczony ulicami, jego ciało ostatecznie wrzucono do rzeki Arno. Księży, którzy mieli zabić Wawrzyńca, odnaleziono po trzech dniach i zabito. Morderca Juliana, Bernardo Bandini, zbiegł do Konstantynopola, ale po kilku miesiącach został odesłany Wawrzyńcowi przez sułtana osmańskiego.

## Skutki
Efektem spisku było wygnanie pozostałych przy życiu członków rodziny Pazzich z Florencji i konfiskata ich majątku. Z drugiej strony papież ekskomunikował Wawrzyńca Wspaniałego, a Florencję obłożył interdyktem jako karą za mordowanie duchownych podczas tłumienia spisku (w tym arcybiskupa Salviatego). Namówił też do ataku na Florencję swojego sprzymierzeńca, Ferdynanda I, króla Neapolu, który podjął kroki wojenne i skonfiskował aktywa Medyceuszy w swoich granicach. Jednak ostatecznie Wawrzyniec udał się osobiście do Neapolu i zdołał skłonić króla do wycofania swych wojsk i pokoju w 1480 r.

## Spisek Pazzich w kulturze
Wizerunki najważniejszych spiskowców – Francesca de’ Pazziego, Bernarda di Bandino Baroncellego, Salviatiego, Renata de’ Pazziego, Jacopa de’ Pazziego, Antonia Maffeia i Stefana de Bagnone – zostały uwiecznione przez Botticellego na ścianie florenckiego budynku rządowego. W roku 1494 zostały zniszczone na rozkaz papieża Aleksandra VI, nie wiadomo więc dokładnie, czy zdobiły one Palazzo del Bargello, czy Doganę.
O spisku Pazzich opowiada opera I Medici Ruggiera Leoncavallo. Jest on również jednym z tematów wielu utworów osadzonych we Florencji drugiej połowy XV wieku, w tym m.in. gry Assassin’s Creed II i serialu Demony da Vinci.